# Tieffenbach
Tieffenbach je občina v departmaju Bas-Rhin francoske regije Alzacija.
Leta 1990 je v občini živelo 334 oseb oz. 66 oseb/km².